# Loverval
Loverval is een dorp in de Belgische provincie Henegouwen en een deelgemeente van de Waalse gemeente Gerpinnes.
Loverval was een zelfstandige gemeente, tot die bij de gemeentelijke herindeling van 1977 toegevoegd werd aan de gemeente Gerpinnes.

## Demografische ontwikkeling
- Bronnen:NIS, Opm:1831 tot en met 1970=volkstellingen, 1976= inwoneraantal op 31 december

## Bezienswaardigheden
- De Sint-Hubertuskerk (Église saint-Hubert) is een classicistisch kerkgebouw van 1724-1742. De toren is van 1847 en de spits werd geplaatst in 1878.
- Het Kasteel van Loverval (Château de Loverval) was vanouds de zetel van de heerlijkheid. Het werd vergroot in 1787 en midden 19e eeuw. In 1846 vond hier het huwelijk plaats van Karel III van Monaco en Antoinette de Merode. De voorgevel is neoclassicistisch en de zuidgevel is van 1770 en daarmee het oudste deel van het kasteel.
- De Grottes des Sarrazins wordt feitelijk door een vijftal grotten gevormd die in een karstgebied werden gevormd. In deze grotten werden onder meer schedels en botten uit het Mesolithicum ontdekt.

## Natuur en landschap
Een belangrijke waterloop is de Fond des Haies. Er zijn karstgrotten en bossen. De hoogte aan de kerk bedraagt 146 meter.

## Politiek
Loverval had een eigen gemeentebestuur en burgemeester tot de gemeentelijke fusie van 1977. Na de Tweede Wereldoorlog was minister Maurice Brasseur hier een tijd burgemeester.

## Bekende personen
- Albert Frère, zakenman. Loverval herbergt ook de zetel van diens spilholdings Frère-Bourgeois, Erbé en Nationale Portefeuillemaatschappij.

## nabijgelegen kernen
Couillet, Bouffioulx, Nalinnes, Joncret, Acoz